# Liste der Biografien/Wuy
Liste der Biografien |
Portal Biografien |
Personensuche
# |
A |
B |
C |
D |
E |
F |
G |
H |
I |
J |
K |
L |
M |
N |
O |
P |
Q |
R |
S |
T |
U |
V |
W |
X |
Y |
Z |
?
 
Wa |
Wc |
Wd |
We |
Wh |
Wi |
Wj |
Wl |
Wn |
Wo |
Wr |
Ws |
Wt |
Wu |
Ww |
Wy |
Wz
 
Wua |
Wub |
Wuc |
Wud |
Wue |
Wuf |
Wug |
Wuh |
Wui |
Wuj |
Wuk |
Wul |
Wum |
Wun |
Wuo |
Wup |
Wur |
Wus |
Wut |
Wuw |
Wuy |
Wuz
Die Liste der Biografien führt alle Personen auf, die in der deutschsprachigen Wikipedia einen Artikel haben. Dieses ist eine Teilliste mit 9 Einträgen von Personen, deren Namen mit den Buchstaben „Wuy“ beginnt.

## Wuy

### Wuys
- Wuysthoff, Gerrit van, niederländischer Kaufmann

### Wuyt
- Wuytack, Jos (* 1935), belgischer Musikpädagoge und Komponist
- Wuytens, Jan (* 1985), belgischer Fußballspieler
- Wuytens, Stijn (* 1989), belgischer Fußballspieler
- Wuytiers, Marie (1865–1944), niederländische Malerin und Zeichnerin
- Wuyts, Bart (* 1969), belgischer Tennisspieler
- Wuyts, Gustave (1903–1979), belgischer Tauzieher
- Wuyts, Jules (* 1886), belgischer Schwimmer
- Wuyts, Peter (* 1973), belgischer Straßenradrennfahrer